# Blue Mound, Texas
Blue Mound är en ort i Tarrant County i Texas. Vid 2020 års folkräkning hade Blue Mound 2 393 invånare.